# Irene Huss - Jagat vittne
Irene Huss - Jagat vittne, es una película de crimen y misterio estrenada el 7 de diciembre de 2011 por DVD y 20 de abril de 2013, dirigida por Alexander Moberg. 
La película es la última entrega de la serie de doce películas que forman parte de Irene Huss.
Basada en el personaje principal de las novelas de la escritora sueca Helene Tursten.

## Historia
Cuando una joven mujer es encontrada muerta en el río, la detective Irene Huss y el equipo pronto descubren que el anillo de bodas que tiene es de alguien más. Cuando le realizan la autopsia el equipo descubre que la causa de muerte no es ahogamiento sino por una lesión en la cabeza.

## Personajes

### Personajes principales
| Actor               | Personaje         | Ocupación            |
| ------------------- | ----------------- | -------------------- |
| Angela Kovács       | DI. Irene Huss    | Detective Inspectora |
| Lars Brandeby       | Sven Andersson    | -                    |
| Dag Malmberg        | Jonny Blom        | -                    |
| Anki Lidén          | Yvonne Stridner   | -                    |
| Eric Ericson        | Fredrik Stridh    | -                    |
| Moa Gammel          | Elin Nordenskiöld | -                    |
| Reuben Sallmander   | Krister Huss      | -                    |
| Christopher Wollter | Patrik Högberg    | -                    |
| Josephine Alhanko   | Disa Högberg      | -                    |
| Mikaela Knapp       | Jenny Huss        | -                    |
| Felicia Löwerdahl   | Katarina Huss     | -                    |

### Personajes secundarios
| Actor                | Personaje       | Ocupación          |
| -------------------- | --------------- | ------------------ |
| Maryam Ghorbano-Ali  | Leyla           | -                  |
| Miran Kamala         | Tasser          | -                  |
| Özz Nûjen            | Goran           | -                  |
| Ramtin Parvaneh      | Uzbeck          | -                  |
| Erik Ståhlberg       | Markus Helin    | -                  |
| Claes-Göran Turesson | Birger Lindgren | -                  |
| Mahmut Suvakci       | -               | Empleado           |
| Kjell Delersjö       | -               | Taxista            |
| Stefan Cronwall      | -               | Jefe Médico        |
| Christoffer Aro      | -               | Oficial de Policía |
| Peter Ekedahl        | -               | Oficial de Policía |
| Måns Ellmark         | -               | Oficial de Policía |
| Lovisa Westerblom    | -               | Oficial de Policía |

## Producción
La película fue dirigida por Alexander Moberg, escrita por Charlotte Lesche (en el guion) y está basado en la novela de Helene Tursten.
Fue producida por Johan Fälemark, Hillevi Råberg y Daniel Gylling, en coproducción con Lotta Dolk, Jon Petersson, Hans-Wolfgang Jurgan, Fredrik Zander y Jessica Ask, con el apoyo de los productores ejecutivos Anni Faurbye Fernandez, Peter Hiltunen y Mikael Wallen.
La música estuvo bajo el cargo de Thomas Hagby y Fredrik Lidin.
La cinematografía estuvo en manos de Erik Persson, mientras que la edición estará a cargo de Gunnar Jönsson.
La película fue estrenada el 7 de diciembre de 2011 en DVD y el 20 de abril de 2013 en Suecia con una duración de 1 hora con 30 minutos. 
Filmada en Gotemburgo, Provincia de Västra Götaland, en Suecia.
Contó con la participación de las compañías de producción "Illusion Film & Television" y "Yellow Bird", en co-participación con "Kanal 5", "ARD Degeto Film" y "Film Väst".
En el 2011 en Suecia fue distribuida por "Nordisk Film" en DVD y "Kanal 5" en televisión y en el 2012 en los Países Bajos por "Lumière Home Entertainment" por DVD y en "Film1" en televisión limitada. Otras compañías que participaron son "Cloudberry Sound" (diálogo), "Ljudligan" (en el sonido), "Nostromo" (edición avid) y "Stuntmakers" (acrobacias).

### Emisión en otros países
| País         | Título                                                 | Fecha de Estreno                       |
| ------------ | ------------------------------------------------------ | -------------------------------------- |
| Alemania     | Irene Huss, Kripo Göteborg - Hetzjagd auf einen Zeugen | 27 de diciembre de 2012                |
| Dinamarca    | Irene Huss: Jaget vidne                                | -                                      |
| Países Bajos | -                                                      | 28 de febrero de 2012 (estreno en DVD) |
| Polonia      | Inspektor Irene Huss - Polowanie na swiadka            | 5 de febrero de 2012                   |